# 前奏曲と牧歌
『前奏曲と牧歌』(ぜんそうきょくとぼっか) は、フレデリック・ディーリアスが作曲した管弦楽と2声の独唱のための音楽作品。1932年に作曲された。ディーリアス70歳の時の作品である。
第2曲の「牧歌」 (日本では「田園詩曲」の題名が使われている) を単独で取り出して録音されることが多い。「田園詩曲」は、エリック・フェンビーとディーリアスの共同作業の最後の作品であると同時にディーリアスの白鳥の歌でもある。

## 作曲の経緯
晩年のディーリアスは梅毒による身体の麻痺と失明により作曲ができない状態が長く続いたが、ラジオでその不遇を知ったフェンビーは1928年10月以来、ディーリアスの家に住み込んで作曲を手伝うようになった。
ディーリアス最晩年の作品は、過去に作曲した作品の改作であることが多い がこの曲もその例にもれず、1901年から1902年にかけて作曲した歌劇『赤毛のマルゴー』からの旋律を元にして新たな作品として再構成したものである。
ディーリアスがリリック・ドラマと呼んでいた『赤毛のマルゴー』は1幕物の喜劇で、1902年にイタリアの出版社ソンツォンゴ (イタリア語: Sonzongo) が企画した国際オペラコンクール (イタリア語: Concorso Melodrammatico Internazionale) に出品するために書かれたが、ディーリアスは匿名作家のローズンヴァルが書いた台本が気に入らず出品を中止、さらに上演も許可しなかったので、上演も出版もされないままそのまま放置されていた
。
『赤毛のマルゴー』は、交友関係にあったラヴェルによって1904年にヴァ―カルスコアが出版されたきりで、生前に演奏されることはなかった。
当初は第2曲目の「田園詩曲」だけが作られ初演されたが、その後すぐに『赤毛のマルゴー』の前奏曲を下敷きにしたオーケストラのみで演奏される前奏曲を第1曲として付けることにし、最終的に現在の『前奏曲と牧歌』として完成した。
『赤毛のマルゴー』は、前述のヴォーカルスコアを基にしてフェンビーが1980年にオーケストレーションを施して復元している がその草稿は公表されていないため、『前奏曲と牧歌』にどの程度転用されたのかは依然として不明である。

## 歌詞
ホイットマンの詩集『草の葉』に収められている「アダムの子等」の中の第13篇
「かつてぼくは雑踏する都会を通って」(英語: Once I pass'd through a populous city) が、若干改変されたうえで、冒頭部の歌詞として使われている。その後に続く男女の対話は、ディーリアスの友人で詩人のロバート・ニコルズ (Robert Nichols, 1893-1944) が作ったテクストである。歌詞は英語によっている。
ニコルズは日本と縁のある人物で、太平洋戦争前に一時期、東京帝国大学で英文科の外国人教師をしていたことがある。奇行の人としても知られ、ディーリアスの熱烈な崇拝者だった。

## 編成
ソプラノ・バリトン独唱と2管編成のオーケストラによる。独唱が入るのは2曲目の「田園詩曲」のみ。
- ソプラノ独唱
- バリトン独唱
- フルート2
- オーボエ2
- クラリネット2
- ファゴット2
- ホルン4
- トランペット2
- トロンボーン3
- チューバ1
- ティンパニ
- ハープ1
- 弦5部

## 演奏時間
約20分

## 初演
1933年10月3日、プロムスにおいて、ソプラノ独唱・ドーラ・ラベッテ、バリトン独唱・ロイ・ヘンダーソン、ヘンリー・ウッド指揮BBC交響楽団によってロンドンで初演された。

## 出版
ブージー・アンド・ホークス

## 録音

### 前奏曲と牧歌
- Naxos NX 8.572861-62、ジャニス・ワトソン (Janice Watson, ソプラノ独唱)・アラン・オピエ（英語版） (バリトン独唱)、デイヴィッド・ヒル（英語版）指揮ボーンマス交響楽団 (2011年11月録音)

### 田園詩曲
- ヘザー・ハーパー (ソプラノ独唱)・ジョン・シャーリー＝カーク (バリトン独唱)、メレディス・デイヴィス指揮ロイヤル・フィルハーモニー管弦楽団 (1967年頃録音)[11]
- シルヴィア・フィッシャー（英語版） (ソプラノ独唱)、ジェス・ウォルターズ (Jess Walters, バリトン独唱)、ジョン・バルビローリ指揮ハレ管弦楽団 (1956年12月マンチェスターで録音)[11]

### 注
1. ↑  例えば、『夏の歌』、ヴァイオリン・ソナタ第3番や『シナラ』など[3][4]。
2. ↑  ディーリアスの没後50年を記念してキャムデン・フェスティヴァルで初演、ノーマン・デル・マー指揮による録音が存在する[8]。